# 真·飛鳥
真·飞鸟（Shinn Asuka）是日本日昇动画制作的科幻动画电视系列《機動戰士GUNDAM SEED DESTINY》中登场的一名虚构角色。作为系列的主角之一，真·飞鸟是基因改造后诞生的人类，也就是调整者所组成的军事组织扎夫特的一名成员。在之前扎夫特与地球联合之间的战争中，因家人在冲突中丧生，真·飞鸟对祖国欧普未能保护他的家人怀有极大的恨意。随着故事发展，真·飞鸟逐渐开始质疑自己身为扎夫特军人的战斗动机。在日语版中，这一角色由铃村健一配音。
真·飞鸟也曾在电影和漫画改编作品中出场，继续扮演其在《机动战士高达 SEED DESTINY》中的角色。此外他还出现在该系列的多款电子游戏以及跨界游戏作品中。真·飞鸟的成长背景与系列前传《機動戰士GUNDAM SEED》中的主角基拉·大和相反。导演福田己津央表示，尽管如此，两人都会经历类似的发展历程。真·飞鸟的角色受到动漫迷的热烈欢迎，在动漫大奖赛以及日昇动画发起的民意调查中，他都被评为最受欢迎的动漫角色之一。另一方面，由于真·飞鸟自身的叛逆性格以及他在动画系列后半部分的行为，评论界对他的评价则是褒贬不一。

## 出场

### 《机动战士高达SEED》
真·飞鸟首次出场于《机动战士高达SEED》第39集《動盪的世界》中，他当时正在扎夫特军报道，并收听帕特里克·萨拉的公开演说，雷·札·巴雷尔当时也站在他身后。

### 《机动战士高达SEED DESTINY》
在剧中，真·飞鸟作为来自殖民地P.L.A.N.T.的军事组织扎夫特的一员出场。在战舰“智慧女神”号舰长泰莉亚·格拉迪斯的指挥下担任机动战士ZGMF-X56S 脉冲高达的驾驶员。尽管真·飞鸟通常被看作一个友善的人，但他对曾与父母和妹妹一起生活的欧普国的统治者怀有极大的仇恨。血色情人节战争期间，真·飞鸟的家人在地球联合军与欧普军的机动战士交火中遇难。当阿斯兰·萨拉成为真·飞鸟的指挥官时，真·飞鸟最初对这一任命感到愤怒，但最终还是开始尊重阿斯兰。当扎夫特与地球联合军爆发新的战争时，真·飞鸟救下了一名溺水的女孩史黛菈·路歇。两人成为了朋友，却没有意识到他们实际上分别隶属于战争中的对立双方。真·飞鸟在一场战斗中击败了史黛菈·路歇的机动战士后，才发现她是地球联合军的士兵。由于史黛菈·路歇是一名被注射药物以达到调整者同等战力的强化人，因此“智慧女神”号上的工作人员无法阻止她自身健康状况的恶化。为此，真·飞鸟带着奄奄一息的史黛菈·路歇去找已知唯一能拯救史黛菈的尼欧·罗安那克。然而，当真·飞鸟再次与史黛菈·路歇相遇时，后者正驾驶着巨大可变形机动战士袭击柏林地区。史黛菈·路歇因害怕死亡而失去理智，她所驾驶的机动战士随后被试图阻止战斗的基拉·大和摧毁。史黛菈·路歇因机动战士被毁而受伤，死在了真·飞鸟的怀里。
真·飞鸟对史黛菈·路歇的死感到愤怒，他开始与队友雷·扎·巴雷尔一起训练，以便在即将到来的战斗中击败基拉·大和。在成功击败基拉·大和后，P.L.A.N.T.最高评议会主席吉尔伯特·杜兰朵将机动战士ZGMF-X42S 命运高达交给真·飞鸟来驾驶，作为对他之前行动的奖励。当阿斯兰被扎夫特视为叛徒时，真遵照上级命令，执行追杀阿斯兰与同伴美玲·霍克驾驶机动战士逃走的任務。。尽管对自己的行为感到震惊，但真·飞鸟还是得到了美玲的姐姐露娜玛丽亚·霍克的安慰。之后真·飞鸟与露娜玛丽亚·霍克的关系开始变得亲密。在随后与地球联合军的战斗中，真·飞鸟得知基拉和阿斯兰都还活着，而且两人还联手行动，并质疑真·飞鸟的战斗动机。在雷·扎·巴雷尔的说服下，真·飞鸟继续遵循杜兰朵议长的意愿，击败了地球联合军的大部分部队。当“智慧女神”号再次与“大天使”号交锋时，真·飞鸟在战斗中被阿斯兰击败。

### 《机动战士高达SEED FREEDOM》
在续集电影中，真·飞鸟作为和平维持组织「孔帕斯」旗下基拉小队的成员登场。他与一些来自“智慧女神”号的老船员一起为孔帕斯效力，其中包括他的恋人露娜玛丽亚·霍克和他的老上司亚瑟。令人惊讶的是，真·飞鸟在影片开场时驾驶的是由他前任导师阿斯兰的旧型号机动战士改良而来的STTS-808 不朽正义高达。在不朽正义高达被摧毁后，真·飞鸟、基拉·大和以及露娜玛丽亚都收到了由卡嘉莉提供的各自以前驾驶机动战士的升级重建版。其中，真·飞鸟得到了ZGMF/A-42S2 命运高达 Spec II，并在电影高潮战斗中驾驶这架机动战士成功击败了对手。

### 其他作品
真·飞鸟还出现在原创视频动画《机动战士高达SEED DESTINY Final Plus》中，该片重制了系列剧最后一集中的事件。在扎夫特战败后，真·飞鸟与基拉·大和会面，两人决定携手共创和平的未来。此外，真·飞鸟还出现在了《机动战士GUNDAM SEED DESTINY：特别篇》系列电影中，重新讲述了《机动战士GUNDAM SEED DESTINY》中的故事。战争结束后，他与基拉和露娜玛丽亚一起留在了扎夫特。他还出现在该系列的两部漫画改编作品《机动战士高达SEED DESTINY》和《机动战士高达SEED DESTINY：The Edge》中。《机动战士高达SEED DESTINY：The Edge Desire》讲述了真·飞鸟在第二次血腥情人节战争事件之后的背景故事及其后续发展。真·飞鸟也出现在了漫画《机动战士高达SEED DESTINY Astray》中，当时扎夫特首次展示了脉冲高达。此外，还有一张基于真·飞鸟角色的角色CD，由他的日语配音演员铃村健一演唱。
真·飞鸟是电子游戏《机动战士高达SEED DESTINY 联合VS.Z.A.F.T.》及其续作《机动战士高达SEED DESTINY 联合VS.Z.A.F.T. II》出场的一名驾驶员。他也在高达跨界游戏《GUNDAM無雙2》以及《GUNDAM無雙3》中以命运高达为可操作的机动战士登场。真·飞鸟可以在《机动战士高达：高达VS.高达》和《高达VS.高达 Next》中被玩家操作，使用脉冲高达和命运高达出击，不过后者直到第一款游戏的PlayStation Portable版本时才被添加进来。在系列第三部游戏《机动战士高达：Extreme Vs.》中，真·飞鸟是一个可解锁角色。真·飞鸟还在《超级机器人大战》系列中首次出现在《超级机器人大战Z》和《超级机器人大战K》中。在《異世紀機器人大戰：R》中，真·飞鸟驾驶命运高达参加游戏。

## 创作与构思
动画的导演福田己津央表示：“原本，真·飞鸟是一个开朗、率直、可爱而又快乐的孩子。”担任配音的铃村健一也提到：“他本来是个相当天真烂漫的人。在最初的设定中他就是一个是普通的开朗孩子。”福田己津央特别邀请铃村健一为真·飞鸟配音，并表示真·飞鸟并不是一个难以演绎的角色。导演自己也对铃村健一担任真·飞鸟的配音演员一职持乐观态度。动画开播前，制作组成员椛岛洋介曾透露了有关真·飞鸟角色的信息，称《机动战士高达SEED DESTINY》的主角将是前作中未曾出现过的角色，而且将拥有较为瘦削的外貌。在《机动战士高达SEED DESTINY》的最初几集中，导演福田己津央不太愿意过多谈论真·飞鸟这个角色。然而，在比较两位主角时，他将真·飞鸟定义为性格上与基拉·大和相反的角色。真·飞鸟被定义为一个平民角色，与前作《机动战士高达SEED》中被迫成为军人的基拉·大和相比，真·飞鸟的角色发展潜力更大。与基拉·大和相比，真·飞鸟被认为是一个在动画故事中更难预测其角色走向的角色。福田己津央提到，就像《机动战士高达SEED》中的基拉·大和一样，真·飞鸟的角色也将在整个故事发展中发生变化。实际上，虽然《机动战士高达SEED DESTINY》以真·飞鸟作为主角开始，但在前期就放弃了以真·飞鸟为主角的发展，编剧很早就将故事的主线切换到了阿斯兰身上，而导演则将主线切换到了基拉身上。导演表示：“回想起来，（在制作《机动战士高达SEED DESTINY》时）包括我在内，无论是制作团队还是配音演员们，全员都在精神紧张的状态下塑造角色。”他还说道：“我一直认为‘真·飞鸟不应该是这样的’，但当时的剧情是从第一集他的家人去世开始，接着欧普那个有点不靠谱的公主出现并激怒了他，导致愤怒的部分变得过于强烈。不知不觉中，这种愤怒逐渐成为了他的身份认同。”导演还认为，随着时间的推移，更容易表达出真·飞鸟的本来面貌，并在《机动战士高达SEED FREEDOM》中将真·飞鸟重新塑造成接近最初人物设定的样子。“本来的真·飞鸟是个讨人喜欢且温柔的孩子。”

## 评价
真·飞鸟这一角色在爱好者中非常受欢迎，多次出现在动漫大奖赛最受欢迎男性角色排行榜中。2004年，他首次出现在第六位，2005年跌至第七位，2006年又位居第十二位。在杂志《Newtype》的民意调查中，真·飞鸟被评为2000年代最受欢迎的男性动漫角色第十七位。在日昇动画举办的官方高达投票中，真·飞鸟在家庭纽带最强的角色评选中排名第三。在同一网站的另一项关于高达系列中最孩子气的英雄角色的投票中，真·飞鸟排名第一。在另一项调查中，当粉丝们被问及《高达SEED DESTINY》中最令人难忘的角色时，真·飞鸟排名第二。
关于真·飞鸟这一角色，漫画、动画以及其他媒体评论中普遍存在褒贬不一的评价。動畫新聞網的保罗·法戈（Paul Fargo）认为由于他在第一集中的出场时间有限，因此真·飞鸟在该剧中的亮相缺乏冲击力。此外，真·飞鸟对《机动战士高达SEED》中几位人气角色所展现出的敌意，使得法戈认为他更像是一个“有敌意且令人讨厌”的角色。Mania Entertainment的路易斯·克鲁兹（Luis Cruz）也有类似观点，他指出真·飞鸟的登场被阿斯兰·萨拉的角色所掩盖。尽管如此，克鲁兹还是希望知道真·飞鸟这一角色是否会得到发展，以了解他战斗的动机。DVDTalk的唐·休斯顿（Don Houston）发现因家人的死而对祖国充满仇恨这一情况其实并不常见，而真·飞鸟却没有“像大多数理智的人那样去责怪真正发动攻击（导致家人死亡）的人”。UK Anime Network的罗斯·利弗西奇（Ross Liversidge）认为真·飞鸟的性格与基拉·大和很相似，他还预计这两个角色会在后续剧集中展开战斗。Animefringe的玛利亚·林（Maria Lin）表示，真·飞鸟的年龄比早在《机动战士高达SEED》中就登场的几位角色都要小，这是为了强调他将经历另一场重大冲突带来的挫败感。
克鲁兹称赞了真·飞鸟与史黛菈·路歇的关系，认为他们之间的友谊主要是因为他们都没有意识到彼此是敌人。然而，尽管在对《机动战士高达SEED DESTINY》的后续评价中，利弗西奇喜欢真·飞鸟与史黛菈·路歇之间的关系以悲剧方式结束的情节，但他觉得基拉·大和在剧中的角色更讨人喜欢。此外，在动画大结局中，他曾对真·飞鸟是否会做出受到观众喜爱的行为感到好奇，但最终还是更喜欢愤怒的阿斯兰用“应得的一脚”打败真·飞鸟的场景，同时真·飞鸟的态度也受到了嘲讽。真·飞鸟在原创动画《Final Plus》中的表现被认为使他的失败让观众更加满意，同时也给了观众最后一次喜欢他的机会。